# Niarada
Niarada é uma Região censo-designada localizada no estado americano de Montana, no Condado de Flathead e Condado de Lake e Condado de Sanders.

## Demografia
Segundo o censo americano de 2000, a sua população era de 50 habitantes.

## Geografia
De acordo com o United States Census Bureau tem uma área de
130,8 km², dos quais 130,8 km² cobertos por terra e 0,0 km² cobertos por água.

## Localidades na vizinhança
O diagrama seguinte representa as localidades num raio de 28 km ao redor de Niarada.